# Općina Konče
Općina Konče (makedonski: Општина Конче) je jedna od 80 općina Sjeverne Makedonije koja se prostire na istoku Sjeverne Makedonije. 
Upravno sjedište ove općine je selo Konče.

## Zemljopisne osobine
Općina Konče graniči s općinom Štip na sjeveru, općinama: Radoviš i Vasilevo na istoku, Negotino i Demir Kapija na zapadu, te Strumica i Valandovo na jugu.
Ukupna površina Općine Konče je 233.05 km².

## Stanovništvo
Općina Konče ima 3 536 stanovnika. Po popisu stanovnika iz 2002. nacionalni sastav stanovnika u općini bio je sljedeći;
- Makedonci  = 3 009
- Turci  = 521
- ostali= 6

## Naselja u Općini Konče
Ukupni broj naselja u općini je 14, i sva su sela.

## Pogledajte i ovo
- Sjeverna Makedonija
- Općine Sjeverne Makedonije

## Vanjske poveznice
- Službene stranice općine Konče
- O Končeu na stranicama makedonskog ministarstva lokalne samouprave  Arhivirana inačica izvorne stranice od 8. rujna 2006. (Wayback Machine)